# Fengxian Daoshen
Fengxian Daoshen (chiń. 奉先道深, pinyin Fèngxiān Dàoshēn; kor. 봉선도심 Pongsŏn Tosim; jap. Hōsen Dōshin; wiet. Phụng Tiên Đạo Thâm) – chiński mistrz chan ze szkoły fayan. Znany także jako Fengxian Congshen.

## Życiorys
Był uczniem mistrza chan Yunmena Wenyana. Po osiągnięciu oświecenia został jednym ze spadkobierców Yunmena. Nauczał w klasztorze Baoning (obecnie w Nankinie) w drugiej połowie X wieku. W latach 943–984 klasztor ten nosił nazwę Fengxian. Klasztor Fayana Wenyi Qingliang znajdował się w pobliżu.
Gubernator Jiangnanu zaprosił mistrza chan Daoshena do objęcia stanowiska opata w klasztorze Fenxian i do prowadzenia wszelkich ceremonii. Gdy Daoshen usiadł na swoim miejscu, kierownik klasztoru uderzył młotkiem i powiedział:
„Czcigodni zgromadzeni! Utrzymujcie pierwszą zasadę!”
Daoshen powiedział: „Obecnie nie wiem niczego. Moja ignorancja jest śmiertelna!”
Pewien mnich wystąpił naprzód i spytał: „Co to jest ta pierwsza zasada?”
Daoshen powiedział: „Właśnie o niej mówiłem.”
Mnich zapytał: „Jak ona powinna być rozumiana?”
Daoshen powiedział: „Szybko pokłoń się trzy razy”.
Następnie Daoshen powiedział: „Wszyscy! Powiedzcie mi! Kto ukazuje teraz swoją ignorancję?”
Pewnego razu Fengxian i Ming podróżowali razem do rzeki Huai. Zobaczyli mężczyznę wyciągającego sieć rybacką. Jakaś ryba wyskoczyła z sieci i uciekła.
Fengxian powiedział: „Bracie Mingu! Co za widok! Zupełnie tak jak to robią mnisi!”
Ming powiedział: „Masz rację. Ale lepiej by było, gdyby one nie dały się złapać za pierwszym razem”.
Fengxian powiedział: „Bracie Mingu, twoje urzeczywistnienie wykazuje braki.”
W połowie następnej nocy Ming osiągnął oświecenie.

## Linia przekazu Dharmy zen
Pierwsza liczba oznacza liczbę pokoleń mistrzów od 1 Patriarchy indyjskiego Mahakaśjapy.
Druga liczba oznacza liczbę pokoleń od 28/1 Bodhidharmy, 28 Patriarchy Indii i 1 Patriarchy Chin.
- 39/12. Xuefeng Yicun (822–908)

- 40/13. Furong Lingxun (bd)
- 40/13. Jingqing Daofu (863–937) (także Shunde)
- 40/13. Cuiyan Yongming (bd)
- 40/13. Baofu Congzhan (zm. 928)

- 41/14. Zhaoqing Wendeng (884–972)
- 41/14. Baoci Wenqin (bd)
- 41/14. Yanshou Huilun (bd)

- 42/15. Guizong Daoquan (bd)

- 40/13. Xuansha Shibei (835–908)

- 41/14. Luohan Guichen (867–928)

- 42/15. Longji Shaoxiu (bd)
- 42/15. Tianbing Congyi (bd)
- 42/15. Qingqi Hongjin (bd)
- 42/15. Fayan Wenyi (885–958) szkoła fayan

- 40/13 Yunmen Wenyan (862–949) szkoła yunmen

- 41/14. Shuangquan Shikuang (bd)

- 42/15. Fuchang Weishan (bd)

- 41/14. Fengxian Daoshen (bd) (Congshen?)

- 42/15. Lianhua Fengxiang (bd)
- 42/15. Xiang Anzhu (bd)

- 41/14. Baling Haojian (bd)

- 42/15. Cheng Sansheng (bd)

- 41/14. Dongshan Shouchu (910-990)

- 42/15. Nanyue* Liangya (bd) *Fuyuan

- 43/16. Chenggu Jianfu (zm. 1045)

- 41/14. Deshan Yuanming (908–987) (także Yuanmi)

- 42/15. Wenshu Yingzhen (bd)
- 42/15. Bu’an Dao (bd)

43/16. Dongshan Xiaocong?
44/17. Fori Qisong (1007–1072)
- 41/14. Xianglin Chengyuan (908–987)

- 42/15. Zhimen Guangzuo (zm. 1031)

- 43/16. Jiufeng Qin (bd)
- 43/16. Xuedou Chongxian (980–1052) napisał komentarze wierszem do „Biyan lu”

- 44/17. Chengtian Chuanzong (bd)
- 44/17. Tianyi Yihuai (993–1064)

- 45/18. Fayun Faxiu (1027–1090)
- 45/18. Changlu Yingfu (bd)

- 46/19. Changlu Zongze (bd) autor „Zuochan yi”

- 47/20.

- 48/21.

- 49/22. Lei’an Zhengshou (1146–1208)

- 45/18. Yuanfeng Qingman (bd)
- 45/18. Yuantong Fashen (bd)